# Язан Абу Араб
Язан Абу Араб (араб. يزن أبو عرب, нар. 31 січня 1996, Амман) — йорданський футболіст, захисник іракського клубу «Аш-Шорта».
Виступав, зокрема, за клуби «Аль-Джазіра» (Амман) та «Аль-Вахдат», а також національну збірну Йорданії.

## Клубна кар'єра
У дорослому футболі дебютував 2015 року виступами за команду «Аль-Джазіра» (Амман), у якій провів чотири сезони.
Своєю грою за цю команду привернув увагу представників тренерського штабу клубу «Аль-Вахдат», до складу якого приєднався 2019 року. Відіграв за команду з Аммана наступні два сезони своєї ігрової кар'єри.
Протягом 2022—2023 років захищав кольори клубу «Селангор».
До складу клубу «Аш-Шорта» приєднався 2023 року.

## Виступи за збірні
Протягом 2017–2018 років залучався до складу молодіжної збірної Йорданії. На молодіжному рівні зіграв у 7 офіційних матчах.
У 2017 році дебютував в офіційних матчах у складі національної збірної Йорданії.
У складі збірної — учасник кубка Азії з футболу 2019 року в ОАЕ, кубка Азії з футболу 2023 року у Катарі.
| Дата      | Місто          | Господарі | Результат | Гості    | Турнір           | Голи | Примітки |
| --------- | -------------- | --------- | --------- | -------- | ---------------- | ---- | -------- |
| 20-3-2021 | Дубай          | Оман      | 0 – 0     | Йорданія | товариський матч | -    |          |
| 24-3-2021 | Дубай          | Йорданія  | 1 – 0     | Ліван    | товариський матч | -    |          |
| 30-3-2021 | Дубай          | Йорданія  | 2 – 1     | Бахрейн  | товариський матч | -    |          |
| 28-5-2022 | Доха           | Індія     | 0 – 2     | Йорданія | товариський матч | -    |          |
| 19-6-2023 | Вінер-Нойштадт | Ямайка    | 1 – 2     | Йорданія | товариський матч | -    |          |
| 7-9-2023  | Осло           | Норвегія  | 6 – 0     | Йорданія | товариський матч | -    |          |
| Усього    |                | Матчів    | 6         |          | Голів            | 0    |          |